# Grüne Ukraine

Flagge der Grünen Ukraine, Entwurf 2010

Die Grüne Ukraine (ukrainisch Зелена Україна Selena Ukrajina) bzw. der Grüne Keil (ukrainisch Зелений Клин Selenyj Klyn) ist die historische ukrainische Bezeichnung für das Gebiet der Amur-Region (äußere Mandschurei) – der südliche Teil des Fernen Ostens, im unteren Teil des Amur-Flusses und oberhalb des Pazifischen Ozeans mit einer Fläche von etwa 1 Million km².

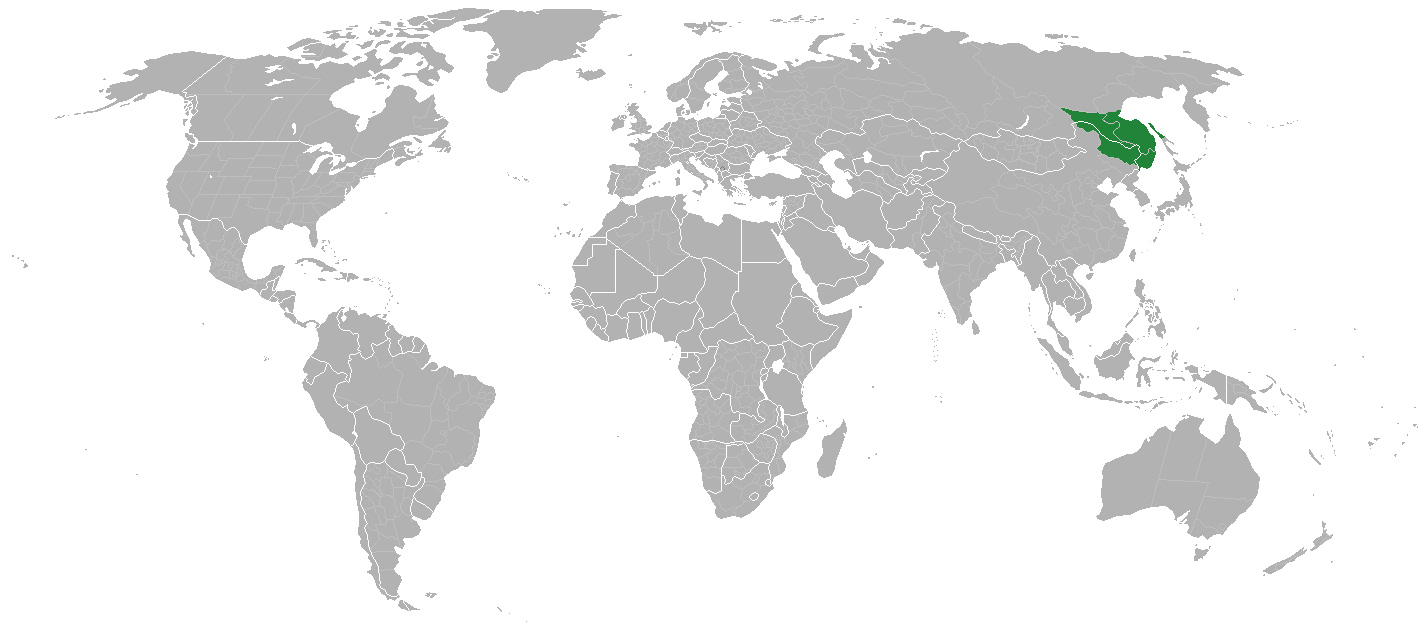
Lage des Grünen Keils

Die größten Städte der Region sind Chabarowsk, Wladiwostok, Komsomolsk und Ussurijsk.

## Etymologie
Ursprünglich nannten die Ukrainer ein Landstück einen „Keil“ (ukrainisch клин ‚klyn‘) und gegen Ende des 19. Jahrhunderts begannen sie, das von Ukrainern besiedelte Land östlich des Hauptgebiets der Ukraine so zu nennen. Nach einer anderen Version markiert der Keil die geografischen Konturen der Grünen Ukraine.
Neben dem Grünen Keil gibt es auch noch den sogenannten Gelben Keil (mittlere und untere Wolga), den Himbeerenen Keil (die Kuban-Region) und den Grauen Keil (südwestliches Sibirien und Nordkasachstan).

## Geografie

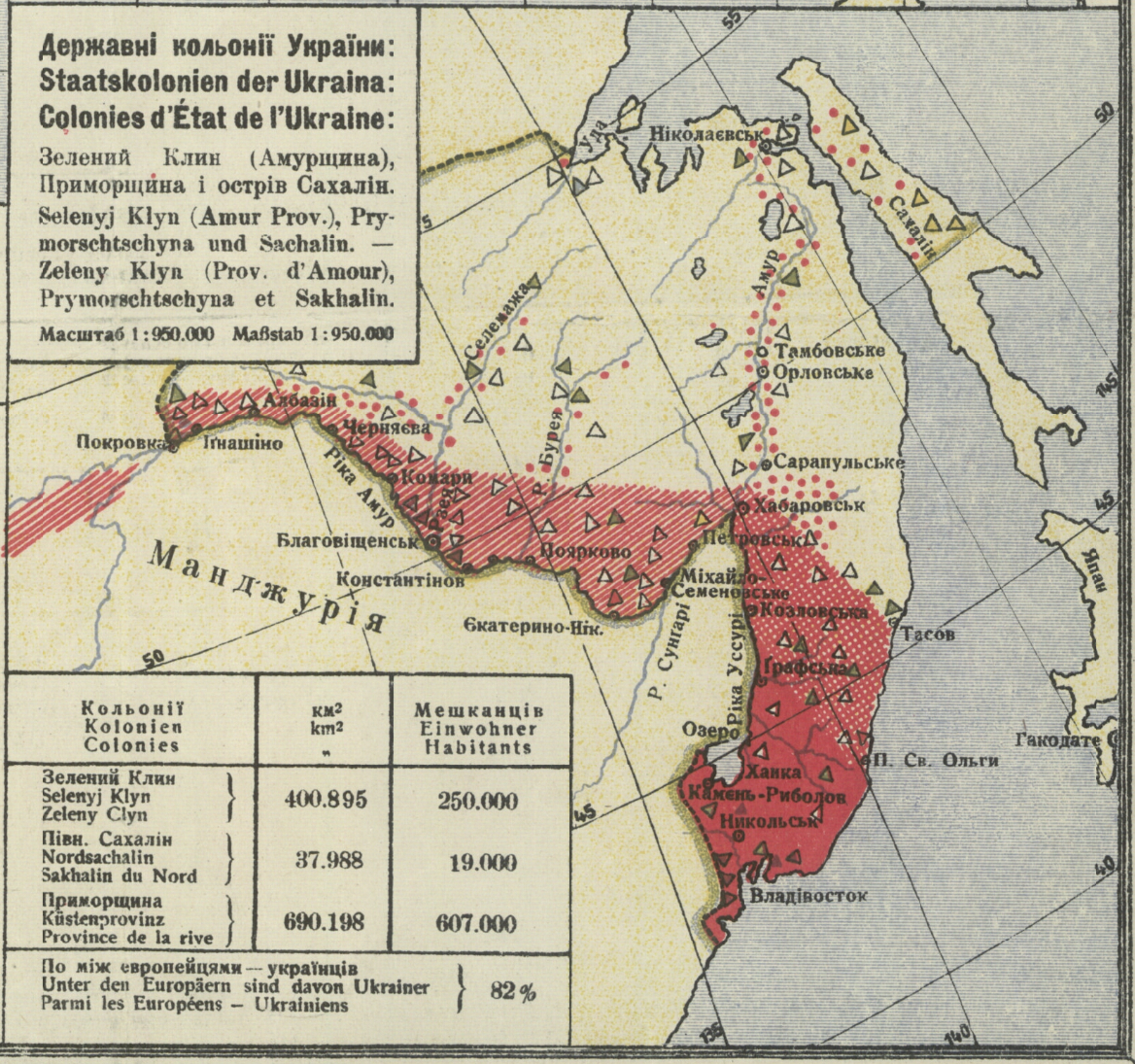
Karte „Staatskolonien der Ukraine“ von Jurij Hassenko, 1920

Der Name „Grüner Keil“ wurde dem Ussuri-Kraj von ukrainischen Siedlern gegeben und bezog sich zunächst nur auf den südlichen Teil der heutigen Region Primorje. Seitdem hat sich dieser Name jedoch auch weiter nach Westen und Norden ausgebreitet, auf alle von Ukrainern bewohnten Gebiete vom Baikalsee aus. Die Bezeichnung „grün“ kommt von den zahlreichen Wäldern und der allgemein reichen Pflanzenwelt und „Keil“ von seiner geografischen Lage.
Die Grenzen des Grünen Keils sind zum einen auf die ständigen Veränderungen vom Beginn der ukrainischen Kolonisierung bis zum antiukrainischen Massenterror der 1930er Jahre und zur Denationalisierung in der Spätsowjetzeit zurückzuführen und zum anderen auf die Heterogenität der ukrainischen Bevölkerung, daher ist es ziemlich schwierig, das Territorium der Grünen Ukraine eindeutig zu bestimmen. Laut I. Schimonowitsch können die Grenzen der Region wie folgt definiert werden:
- im Süden durch die Flüsse Amur und Ussuri sowie das Japanische Meer;
- im Norden durch das Stanowoigebirge oder die Verwaltungsgrenze zwischen der Oblast Amur und Jakutien und weiter östlich die Verwaltungsgrenze zwischen den Bezirken Uda und Ochotsk bis zum Ochotskischen Meer;
- im Osten durch das Japanische Meer, den Tatarensund und das Ochotskische Meer;
- im Westen durch die Verwaltungsgrenze zwischen den Regionen Amur und Transbaikal.

## Geschichte

### Periodisierung
Der ukrainische Journalist und Historiker Iwan Swit identifizierte vier Perioden in der Geschichte des öffentlichen Lebens in der Grünen Ukraine:
- von den ersten Umsiedlungen bis 1905
- 1905–1917
- 1917–1922
- ab 1922

Der kanadische Forscher Mychajlo Maruntschak unterscheidet drei Perioden in der Entwicklung des ukrainischen Kulturlebens im Fernen Osten: die Zarenzeit, die „Zeit der freien Meinungsäußerung“ und die Russifizierung.

### Die Anfänge der ukrainischen Kolonisierung

Ethnolinguistische Karte des Russischen Reiches gemäß der Volkszählung von 1897. Ukrainisch in gelb.

Die ersten Versuche, den Grünen Keil zu erobern, gehen auf die erste Hälfte des 17. Jahrhunderts zurück. Mitte des 19. Jahrhunderts begann die zweite Expansion des Russischen Reiches; auf Initiative von General Paul Simon Unterberger gab es seit 1882 kostenlosen Transport von Siedlern – fast ausschließlich ukrainischer Bauern – auf dem Seeweg aus Odessa und Zuteilung der besten Ländereien im Ussurijsk-Chankiw-Tiefland.
Nach den Untersuchungen des sowjetischen Wissenschaftlers Wladimir Maximowitsch Kabusan wanderten zwischen 1883 und 1905 insgesamt 172.876 Menschen in den Fernen Osten ein, 109.510 Menschen oder 63,4 % aller Auswanderer kamen aus ukrainischen Provinzen. Die meisten von ihnen ließen sich in der Region Primorje nieder – 77.139 Ukrainer oder 78,1 %. Unter den Einwanderern in die Region Amur war in diesem Zeitraum der Anteil der Ukrainer geringer und betrug 47,8 %. Es sollte hinzugefügt werden, dass nach Herkunftsort unter den Siedlern im Amur-Gebiet die Bevölkerung von Poltawa mit 64,51 % die Mehrheit darstellte, es gab deutlich weniger Menschen aus der rechtsufrigen Ukraine. Kabusan behauptet, dass der Anteil der Ukrainer in der Region Primorje vor 1903 nie weniger als 75 % betrug. Laut der Volkszählung von 1897 war die ukrainische Sprache (gelbe Farbe auf der Karte rechts) die häufigste Sprache im Bezirk Süd-Ussuri.
Zwischen 1906 und 1916 kamen 259.522 Menschen in den Fernen Osten, davon waren 166.787 oder 64,27 % Ukrainer. Obwohl in diesem Zeitraum mehr Einwanderer aus der Ukraine eintrafen, verringerte sich ihr Anteil von 65,82 % auf 64,27 % auf Kosten der Einwanderer aus anderen Provinzen des europäischen Teils des Russischen Reiches. Von den ukrainischen Einwanderern dieser Phase ließen sich 102.618 (61,25 %) in der Region Primorje nieder. Dabei handelte es sich um Einwohner von Tschernihiw, Kiew, Wolhynien und Podolien, zusammen 47.125 Menschen, und weitere 7.202 Menschen aus der Steppenukraine.
Laut Kabusan wanderten zwischen 1850 und 1916 276.300 Menschen aus der Ukraine in den Fernen Osten ein, das sind 56,54 % aller Auswanderer. Ukrainer machten 49,7 % der Siedler im Amur-Gebiet und 61,2 % im Primorje-Gebiet aus.
Trotz des erheblichen Anteils der Ukrainer an der Bevölkerung wurde der ukrainischen Sprache vor allem in Städten praktisch die Existenzberechtigung entzogen. Tatsächlich wurden alle wichtigen Positionen in staatlichen Strukturen, auch im Bildungswesen, von Russen besetzt, die Ansichten über die ukrainische Sprache als „ländlichen Dialekt“ der russischen Sprache vertraten und propagierten. Daher war in den Städten eher die russische Sprache vorherrschend. Unter den Ukrainern, die in die Städte zogen, schämten sich viele, ihre Muttersprache zu sprechen. Um ihren Nachnamen mehr Stabilität zu verleihen, änderten die Ukrainer sie nach dem russischen Modell ab und fügten Endungen wie „-ow“ oder „-jiw“ hinzu.
Nach dem Russischen Bürgerkrieg wurde der Grüne Keil schließlich Teil Sowjetrusslands. Die Russifizierung der Region wurde mit der Vertreibung der Koreaner und Chinesen als politisch unsichere Elemente und der Gründung des Jüdischen Autonomen Gebiets im Jahr 1934 fortgesetzt.

### Die ukrainische Bewegung des späten 19. und frühen 20. Jahrhunderts

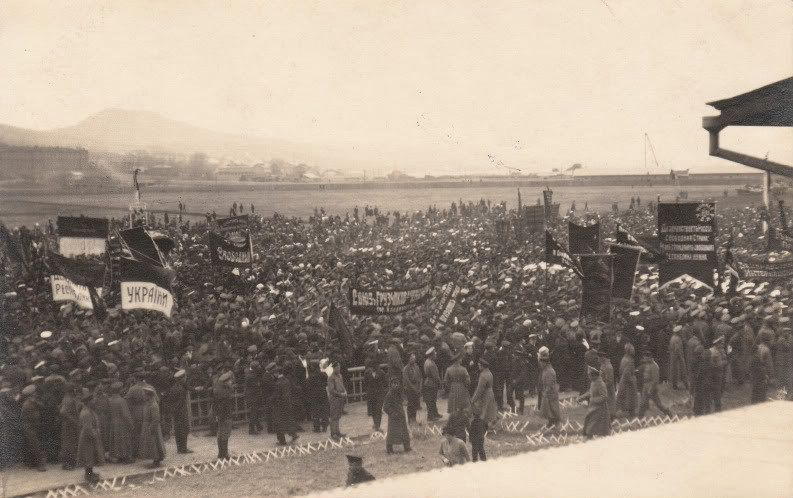
Ukrainische Demonstration in Wladiwostok, vor 1920

Das öffentliche Leben der Ukraine manifestierte sich recht früh, aber schwach, da die eigene nationale Intelligenzija vom Regime unterdrückt wurde. Die meisten Siedler waren Bauern, meist Analphabeten. Aufgrund der durch den Emser Ukas von 1876 eingeführten Zensurauflagen, die den Gebrauch der ukrainischen Sprache selbst verbot, fehlte auch die überregionale Presse. Daher blieb das Theater zu dieser Zeit die einzig mögliche Ausdrucksform des ukrainischen Nationallebens.
Im Jahr 1897 kam eine Theatertruppe unter der Leitung von Perowskyj in den Fernen Osten. Später kamen auch größere Theatergruppen hinzu, beispielsweise die große Truppe von Kost Myroslawskyj. Später wurde der Zirkel mit lokalen Amateuren aufgefüllt und in mehrere Zirkelgewerkschaften aufgeteilt. Diese Kreise schlossen das Publikum zu einer Gemeinschaft zusammen und stärkten das öffentliche Denken.
Ukrainische Theater-, Kultur- und Bildungsgruppen unter der Leitung des Offiziers Pode waren zu dieser Zeit in Wladiwostok unter den Seeleuten des Wladiwostoker Hafens am aktivsten. Ukrainische Bücher fanden selten ihren Weg nach Fernost, aber die Seefahrer von Wladiwostok verfügten auch über die größte Bibliothek des Landes.
Die Aufführungen stärkten das nationale Bewusstsein und waren ein großer Erfolg. Die Gruppen reisten in alle Städte des Fernen Ostens, von Port Arthur und Wladiwostok bis Blagoweschtschensk, Chabarowsk und in kleinere Städte.
Nach 1905 nahmen die Zahl der ukrainischen Bücher, Zeitschriften und Zeitungen sowie das Interesse am Theater und am öffentlichen Leben zu. Die ersten praktischen Schritte wurden unternommen: 1907 wurde in Harbin der ukrainische Club Український клуб gegründet, dank der liberaleren Ansichten der örtlichen Verwaltung als in der Grünen Ukraine.
Bezogen auf ukrainische Siedlungsgebiete im Süden des Fernen Ostens wurden neben der Bezeichnung „Grüner Keil“ auch die Bezeichnungen „Neue Ukraine“, „Fernöstliche Ukraine“ und „Grüne Ukraine“ verwendet. In der Literatur wurde die Verwendung des Namens „Fernöstliche Ukraine“ (ukrainisch Далекосхідня Україна) bereits 1905 im gleichnamigen Werk von Wladislaw Markowitsch Illitsch-Switytsch über den Teil des Süd-Ussurijsk-Territoriums mit dem Zentrum in Mykolsk-Ussurijsk erwähnt.
In Wladiwostok wurde 1907–1908 am Ostinstitut die Studentengesellschaft der Ukrainer gegründet, die ukrainische Agitation betrieb, Theateraufführungen veranstaltete, Bücher und Zeitschriften veröffentlichte und einige Zeit unter der Leitung von Borys Iwanowytsch Woblyj recht aktiv war. Seit 1909 werden regelmäßig Schewtschenko-Feiertage gefeiert (im März, am Todestag des Dichters).
1910 wurde in Mykolsk-Ussurijsk die erste „Aufklärung“ (ukrainisch Просвіта, prosvita) auf dem Grünen Keil gegründet. Am 9. Februar 1910 wurde beim Militärgouverneur der Region Primorje ein offizieller Antrag auf Genehmigung der Satzung des Unternehmens Просвіта im Namen der Gründer eingereicht – des Bürgers Petro Chomenko, des Kaufmanns Serhij Nischynezkyj, des Bauern Josyp Perewersjew-Rossuda, des Post- und Telegraphenbeamten Sacharij Schewtschenko und des Telegraphen Iwan Kriwonos. Gemäß der Satzung „zielt die Gesellschaft darauf ab, die Entwicklung der ukrainischen Kultur und vor allem die Aufklärung des ukrainischen Volkes in seiner Muttersprache zu fördern, indem sie innerhalb der Grenzen der Regionen Mykolsk-Ussurijsk und Ussurijsk tätig ist.“
Um dieses Ziel zu erreichen, plante das Unternehmen:
- Bücher, Broschüren, Zeitschriften, Zeitungen usw. in ukrainischer Sprache zu veröffentlichen;
- offene Lesesäle, Bibliotheken, Museen, Buchhandel usw. zu gründen;
- öffentliche Vorträge, Lesungen, allgemeinbildende Kurse, Theaterstücke, Literatur- und Musikabende, Konzerte, Ausstellungen usw. zu organisieren;
- Stipendien, Schulen, Unterkünfte, Kindergärten, Arbeitsämter usw. sowie Bildungs- und Wohltätigkeitseinrichtungen einzurichten;
- Wettbewerbe und Preise für die besten Werke der Literatur und Kunst zu veranstalten.

### Erster Weltkrieg
Mit Beginn des Ersten Weltkriegs und der Einführung strengerer Verwaltungsmaßnahmen kam das öffentliche Leben der Ukrainer im Grünen Keil zum Erliegen. Nur im Rahmen der Konzession der Chinesischen Ostbahn (CSZ) in der Mandschurei konnten einige ukrainische Arbeiten durchgeführt werden; dies wurde vom Harbin-Ukrainischen Club und Theatergruppen an einzelnen Stationen durchgeführt.
Am 9. März 1916 gab es in Wladiwostok den Versuch, eine ukrainische Organisation unter dem Banner der Ukrainischen Wohltätigkeitsversammlung Wladiwostok zu gründen. Diese „Petition“ wurde von einem Bauern aus der Provinz Charkiw, Fedir Mykolajowytsch Wassyljew, einem Bauern aus der Provinz Kiew, Choma Danylowytsch Stezjuk, dem Ingenieur Dmytro Mykolajowytsch Chloboschtschyn, dem Poltawaer Bürger Mykola Pawlowytsch Holykow, dem Arzt Wassyl Wiktorowytsch Potsenko, der Ehrenbürgerin Pelaheja Trochymiwna Rakyzka, einem Bauern aus der Provinz Poltawa, Mykola Sylwestrowytsch Sawenko und der Bürgerin B. D. Nowolijnyk unterzeichnet.
Das gesamte ukrainische Leben im Fernen Osten befand sich in diesem Zustand bis zum Beginn der Februarrevolution von 1917, als das Verbot der ukrainischen Kultur und Sprache aufgehoben wurde.

### Der Kampf um die Unabhängigkeit

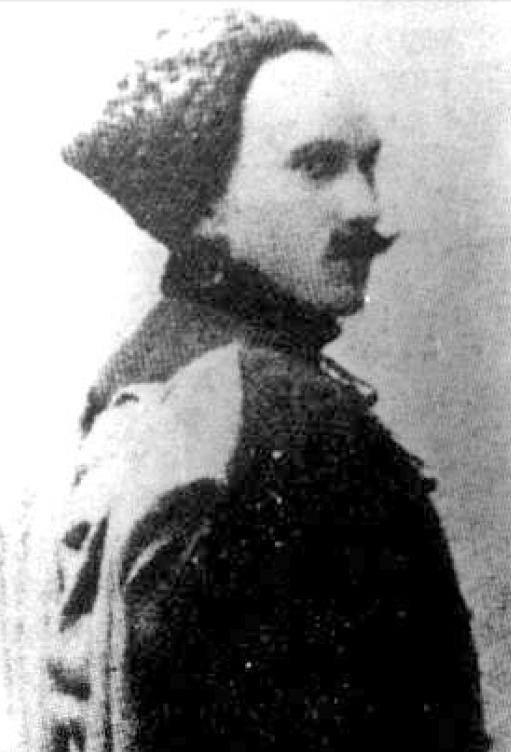
Jurij Hluschko-Mowa

Zu Beginn des Jahres 1917 wurden im Fernen Osten massenhaft „Gemeinschaften“ gegründet. Die stärkste ukrainische Bewegung befand sich in Wladiwostok. Hier haben sich mehr als 1500 Ukrainer der örtlichen Community angeschlossen; darunter auch viele Soldaten. Es entstanden Organisationen ukrainischer politischer Parteien – Sozialrevolutionäre und Sozialdemokraten. Ab dem 30. April 1917 erschien die erste ukrainische Zeitung im Fernen Osten, Ukrajinec. Ihr Herausgeber war Dmytro Borowyk.
Die Organisation ukrainischer Gemeindezentren an verschiedenen Orten im Fernen Osten, insbesondere im Grünen Keil und in der Mandschurei, ermöglichte die Einberufung des Ersten Allukrainischen Kongresses von Aktivisten und Bürgern des Fernen Ostens am 13. und 14. Juni in Mykolsk-Ussurijsk. Mit diesem ersten Kongress beginnt die aktive geplante ukrainische Arbeit am Grünen Keil. An dem Kongress nahmen 53 Vertreter von mehr als 20 öffentlichen und militärischen Organisationen (Gemeinden, Genossenschaften, Militär- und Lehrergewerkschaften usw.) teil. An einzelnen Kommissionen beteiligten sich auch etwa hundert Ukrainer mit beratendem Stimmrecht.
Die Führer der ukrainischen Bewegung im Grünen Keil setzten in ihrem Kampf darauf, der Großukraine zu helfen. Es wurde angenommen, dass sich der Grüne Keil automatisch von Moskau trennen würde, wenn die Ukraine ein unabhängiger Staat würde. Dies spiegelte sich auch in den Beschlüssen des Zweiten Allukrainischen Kongresses des Fernen Ostens wider, der im Januar 1918 in Chabarowsk stattfand. Er verabschiedete einen Appell an die Regierung der Ukrainischen Volksrepublik, von den russischen Behörden den Grünen Keil einzufordern, da die Ukrainer hier die nationale Mehrheit darstellen. Unter der Bevölkerung der Grünen Ukraine wurde das Motto “Усі на захист України” („Alle für den Schutz der Ukraine“) laut.
Auf dem dritten Kongress im April 1918 wurde beschlossen, für die Schaffung eines unabhängigen ukrainischen Staates im Pazifischen Ozean und die Bildung der ukrainischen Grünkeil-Armee zu kämpfen. Die Führung wurde dem Regionalsekretariat (Regierung) unter der Leitung von Jurij Hluschko, genannt „Mowa“, übertragen.
Die dritte Sitzung des Regionalrats fand im November 1920 in Wladiwostok statt. Es wurde die Frage der Teilnahme an den Wahlen zur Verfassunggebenden Versammlung des Fernen Ostens erörtert. In der Sitzung wurden Wahlen für nationale Kurien vorgeschlagen. Dieser Vorschlag entsprach nicht den Interessen Moskaus, weshalb er in Tschita ignoriert wurde und das Sekretariat die Wahl ablehnte. In derselben Sitzung wurde ein neues Sekretariat gewählt, das bis zu seiner Verhaftung durch die Bolschewisten im November 1922 die ukrainischen Angelegenheiten leitete. Dem Sekretariat gehörten Jurij Mowa, Dmytro Kysylow, Witalij Schuk, Stepan Prant, Andrij Kryschtofowytsch und H. Mohylezkyj an. Dieses Sekretariat bereitete die Einberufung des Fünften Ukrainischen Fernostkongresses vor, zu dem es jedoch nicht mehr kam.
In der Geschichte des ukrainischen Lebens im Fernen Osten von 1895 bis 1945 wurden Tausende ukrainischer Auftritte und Konzerte aufgezeichnet. Mit ihrem Auftreten oder Ende ist die Entwicklung oder der Niedergang des öffentlichen Lebens verbunden. Sie waren ein wirksames Mittel zur Verbreitung des ukrainischen Liedes und zur Einigung der ukrainischen Bevölkerung. Oftmals war das ukrainische Theater die einzig mögliche Ausdrucksform des Ukrainischen, als das ukrainische Wort zensiert oder sogar verboten war und Schule und Kirche noch nicht existierten.

### 1917–1945
Am 26. März 1917 fand in Wladiwostok die erste Generalversammlung der ukrainischen Gemeinschaft statt und die Gesellschaft Просвіта wurde unter der Leitung von Jurij Hluschko-Mowa gegründet.
Mitte Juni 1918 fand in der Stadt Mykolsk-Ussurijsk der Allgemeine Allukrainische Kongress der Aktivisten und Bürger des Fernen Ostens statt, der die Gründung des Fernöstlichen Ukrainischen Rates und des Nationalfonds für die Bedürfnisse der Ukrainer beschloss. Gleichzeitig formulierte der Kongress die politischen Forderungen der fernöstlichen Ukrainer in Form einer national-territorialen Autonomie der Ukraine und ihrer „Kolonien-Länder, die von Ukrainern innerhalb der Grenzen des russischen Staates besiedelt wurden“.
Ein ähnlicher Kongress der Ukrainer der Mandschurei fand in Harbin statt, auf dem der Mandschurei-Bezirksrat gewählt wurde. Im Jahr 1918 fanden in Harbin zwei weitere ukrainische Kongresse statt, auf denen gefordert wurde, dass die russische Regierung den Grünen Keil als Teil der Ukraine anerkenne und dass Moskau bewaffnete russische Einheiten aus dem Gebiet abziehe und alle Waffen an die ukrainischen Behörden übergebe.
Ende Oktober 1918 wurde der Vierte Außerordentliche Kongress der Ukrainer einberufen, der den Verfassungsentwurf des Ukrainismus im Fernen Osten genehmigte, eine Resolution über die Organisation der ukrainischen Armee verabschiedete und ein neues Sekretariat unter der Leitung von Jurij Hluschko-Mowa wählte. Doch dann wechselte die Regierung dort, die ukrainische Bewegung wurde unter dem russischen Admiral Alexander Koltschak verfolgt. Mit der Ankunft der Bolschewiken begannen Massenverhaftungen führender Ukrainer in Wladiwostok und die Auflösung ukrainischer Organisationen.
Die Mandschurei blieb das Zentrum des kulturellen, sozialen und politischen Lebens, wo ehemalige hochrangige Offiziere der Sitscher Schützen unter der Führung von I. Paslawskyj eine führende Rolle spielten. Dort war die politische Situation der Ukrainer viel besser als in anderen Zentren.
In der Mandschurei (wie auch im Grünen Keil) waren die ersten ukrainischen Siedler selbst Pioniere in der kulturellen und wirtschaftlichen Entwicklung der Region. Aus dieser Sicht nahmen die Ukrainer in der Mandschurei einen völlig anderen Platz ein.
Es wurde die Union der ukrainischen Emigranten in der Mandschurei gegründet, zu deren Anführern D. Bartschenko, P. Martschyschyn, Iwan Swit und P. Jachno gehörten. Die OUN war aktiv. Aber auch hier hörte das organisierte ukrainische Leben mit dem Einmarsch der sowjetischen Truppen im Jahr 1945 auf zu existieren.

### Sowjetische Regierung

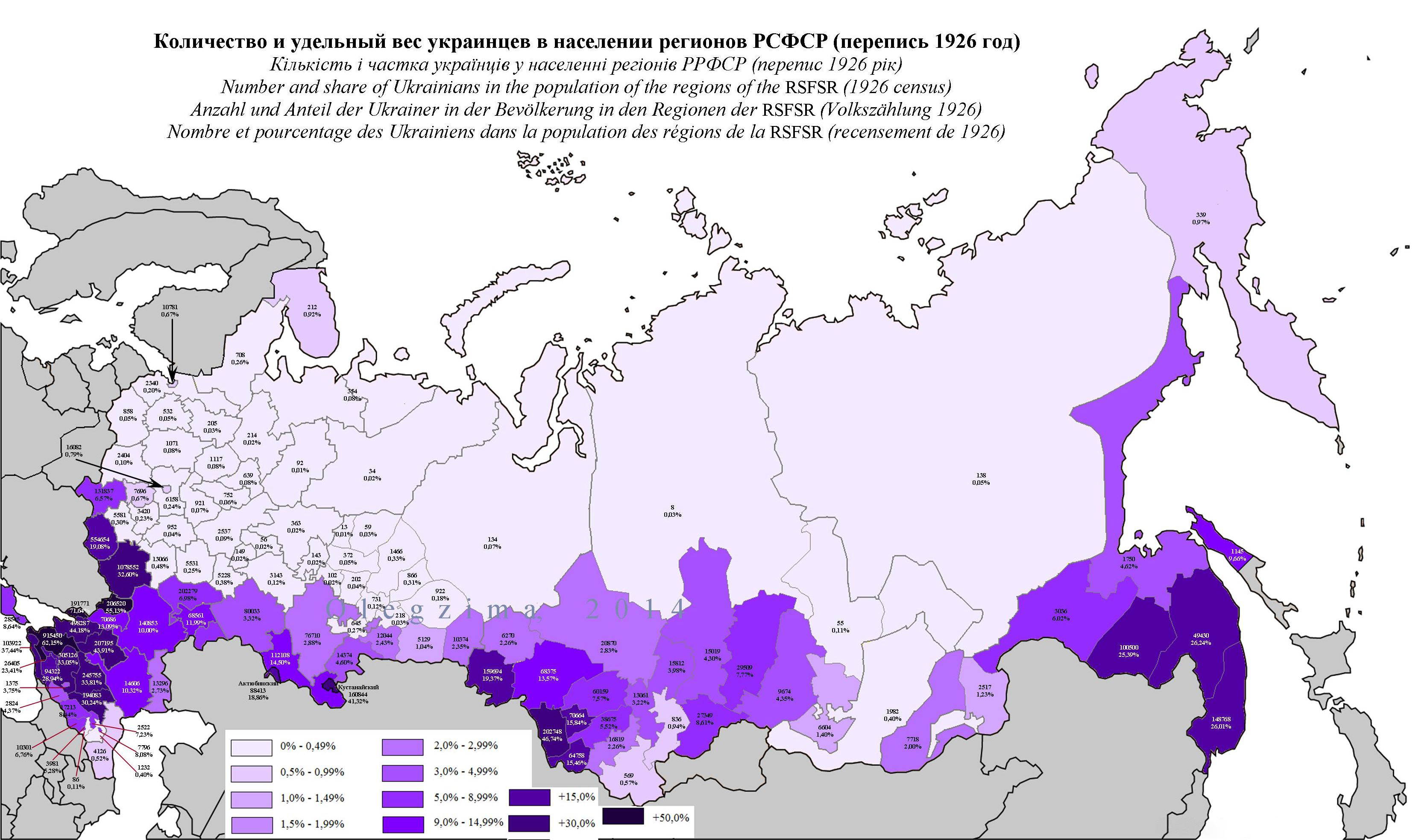
Ukrainer in Russland im Jahr 1926

Der Zustrom von Ukrainern in den Fernen Osten hielt auch während der Sowjetzeit an – praktisch von den 20er bis 80er Jahren des 20. Jahrhunderts. Zu dieser Zeit kamen Ukrainer auf der Flucht vor der Zwangskollektivierung und dem Holodomor von 1932–1933 und 1946–1947 als Gulag-Häftlinge und Zwangsdeportationen in den Fernen Osten und später im Rahmen einer organisierten Umsiedlung aufs Land, wo sie zur Arbeit eingezogen wurden.
Aufgrund des Fehlens jeglicher Möglichkeiten zur Wahrung der nationalen Identität und zur Befriedigung nationaler und kultureller Bedürfnisse (nationale Schulen, Presse, professionelle Kulturinstitutionen) erlebten jedoch alle neuen Generationen von Ukrainern, die in diesen Jahrzehnten ständig in die Region kamen, eine stetige Russifizierung und ihre Kinder, die bereits hier geboren wurden, wurden meist zu „Russen“.
Die Dynamik der ukrainischen Bevölkerung des Fernen Ostens während der Sowjetzeit spiegelt sich in den Ergebnissen der damals durchgeführten Volkszählungen wider. So gab es laut der Volkszählung von 1923 346.100 Ukrainer im Fernen Osten, was 33,7 % entspricht (was deutlich weniger ist als nach der vorherigen Volkszählung von 1917), im Jahr 1926 waren es 303.300 (24,4 %), 1939 – 361.800 (14,1 %), 1959 – 429.500 (9,9 %), 1970 – 377.700 (7,2 %), 1989 – 543.400 (7,9 %).
Tatsächlich bestand und besteht jedoch aus den oben genannten Gründen ein erheblicher Teil der Bevölkerung der Region aus russifizierten Nachkommen ukrainischer Einwanderer des 19. und 20. Jahrhunderts, die sich selbst als Russen betrachten, aber bestimmte ukrainische Merkmale in Mentalität, Sprache, spiritueller und materieller Kultur beibehalten haben. Das ukrainische Selbstbewusstsein wird in der Regel von Menschen bewahrt, die in der Ukraine geboren wurden – Einwanderer der letzten Jahrzehnte.

### 1990er Jahre
Während der Jahre der Sowjetherrschaft nahm die Zahl der ukrainischen Diaspora, einschließlich der Exilanten, zu, doch aufgrund der erzwungenen oder freiwilligen Assimilation ging sie deutlich zurück. Sobald das Nachlassen des Russifizierungsdrucks unter Gorbatschow es ermöglichte, ukrainische Gemeinschaften zu organisieren und die Stärkung des Nationalbewusstseins durch die Anhebung des kulturellen Niveaus zu fördern, wurden an verschiedenen Orten ukrainische öffentliche Vereinigungen mit einer größeren Konzentration von Ukrainern gegründet (1995). Es gab 74 in 26 Regionen, davon 16 religiöse (griechische Katholiken), und alle gründeten den Verband der Ukrainer Russlands unter der Leitung von Oleksandr Rudenko-Desnjak. Die meisten dieser Organisationen sind gesetzlich registriert und betreiben ihre kulturelle Arbeit, organisieren Schulen mit ukrainischer Sprache, Theatergruppen und Chöre. Im Jahr 1995 unterzeichnete die Regierung der Ukraine ein Abkommen mit der Regierung der Russischen Föderation über die Zusammenarbeit in den Bereichen Kultur, Wissenschaft und Bildung sowie ein Abkommen über die Zusammenarbeit zwischen den staatlichen Komitees der Ukraine für Nationalitäten und Migration und dem Ministerium für Nationalitäten und föderale Beziehungen der Russischen Föderation.
In Wladiwostok, wo einst die Gesellschaft Просвіта tätig war, wurde im Januar 1991 die Gesellschaft für ukrainische Kultur der Region Primorje gegründet, deren Ziel es war, Konzerte zu organisieren und die ukrainische Bühnenrede zu fördern. Die örtlichen Behörden teilten die Ansichten des Vereins nicht und registrierten die neu gegründete Organisation dennoch, gewährten dem Verein jedoch weder die Erlaubnis noch die Zeit, Konzerte im Fernsehen zu übertragen.
Ein weiterer neu gegründeter fernöstlicher Verein der Ukrainer, Зелений Клин („Grüner Keil“), wurde am 25. Juni 1992 gegründet. Auch der Verband der Ukrainer von Primorje, Громада („Gemeinschaft“), wurde nicht registriert und stellte seine Tätigkeit ein. Im Schuljahr 1992/93 versuchte die Gesellschaft für ukrainische Kultur der Region Primorje, eine ukrainische Sonntagsschule zu gründen, doch die örtlichen Behörden verboten dies.
1992 wurde in Ussurijsk die Gesellschaft für ukrainische Sprache und Kultur gegründet, deren Aktivitäten sich hauptsächlich auf die Feier nationaler und kultureller Ereignisse sowie religiöser Feiertage beschränkten. Aber auch sie hörte 1999 auf zu existieren. Es gab auch einen Versuch, die ukrainische Zeitschrift Українець на Зеленому Клині („Der Ukrainer auf dem Grünen Keil“) herauszugeben, deren Veröffentlichung im November 1993 aufgrund mangelnder materieller und moralischer Unterstützung eingestellt wurde.
Aufgrund der Assimilationspolitik nimmt die ukrainische Bevölkerung im Fernen Osten in letzter Zeit rapide ab. Dieser Trend zeigte sich deutlich in den Daten der russischen Volkszählung von 2011, wonach die Zahl der Ukrainer in der Region im Vergleich zu den Ergebnissen der vorherigen Volkszählung von 2002 fast um das Fünffache zurückgegangen ist – von 256.378 auf 49.953 Personen. Dementsprechend halbierte sich auch der Anteil der Ukrainer an der Bevölkerung der Region, von 4,4 % im Jahr 2002 auf 2,8 % im Jahr 2010. Gleichzeitig erscheint die Literatursammlung „Fernöstliche Welle“.